# 刘思金
刘思金（1975年—），男，汉族，山东威海人，中华人民共和国政治人物。现任山东第一医科大学党委副书记，研究员，博士生导师。第十四届全国政协委员。